# Trumpf-Steg
Der Trumpf-Steg überspannt die Gerlinger Straße in Ditzingen, Baden-Württemberg (L 1141) und verbindet die beidseits liegenden Flächen des Firmengeländes des Auftraggebers Trumpf. Er ist für die Öffentlichkeit nicht nutzbar.

## Konstruktion
Eine Schale aus doppelt gekrümmten, geschweißten 2 cm dicken Edelstahlblechen ist gleichzeitig Tragwerk und Gehweg. Ihr Rand wurde zur Stabilisierung durch Aufkantungen verstärkt. Sie ruht auf vier Kämpfergelenken, deren Abstand in Querrichtung 9,6 m beträgt. Die Spannweite der Schale in Längsrichtung beträgt etwa 20 m. Die Länge der Brücke beträgt etwa 28 m, die lichte Höhe 4,7 m. Die Pfahlkopfplatten mit Sockel aus Stahlbeton sind in Querrichtung durch Koppelbalken aus Stahlbeton verbunden. Die Längskräfte werden mit 18 cm dicken Mikro-Pfählen abgeleitet.
Die Schale aus Edelstahl 1.4462 der Festigkeitsklasse S460 erhielt eine durchbrochene Struktur, deren Öffnungen in Größe, Anzahl und Ausrichtung mit den Lastflüssen korrespondieren. Sie hat eine Masse von 21 Tonnen. Die komplette Brücke wiegt 24 t.
Der 2,20 Meter breite Gehwegbereich ist mit Ganzglasgeländern aus Verbundsicherheitsglas begrenzt und erhielt einen rutschhemmenden Einstreubelag. Die 14.300 Bohrungen in der Lauffläche sind mit Glas gefüllt.
Unter der Brücke sind Scheinwerfer angebracht, mit denen die Brücke von unten beleuchtet werden kann.

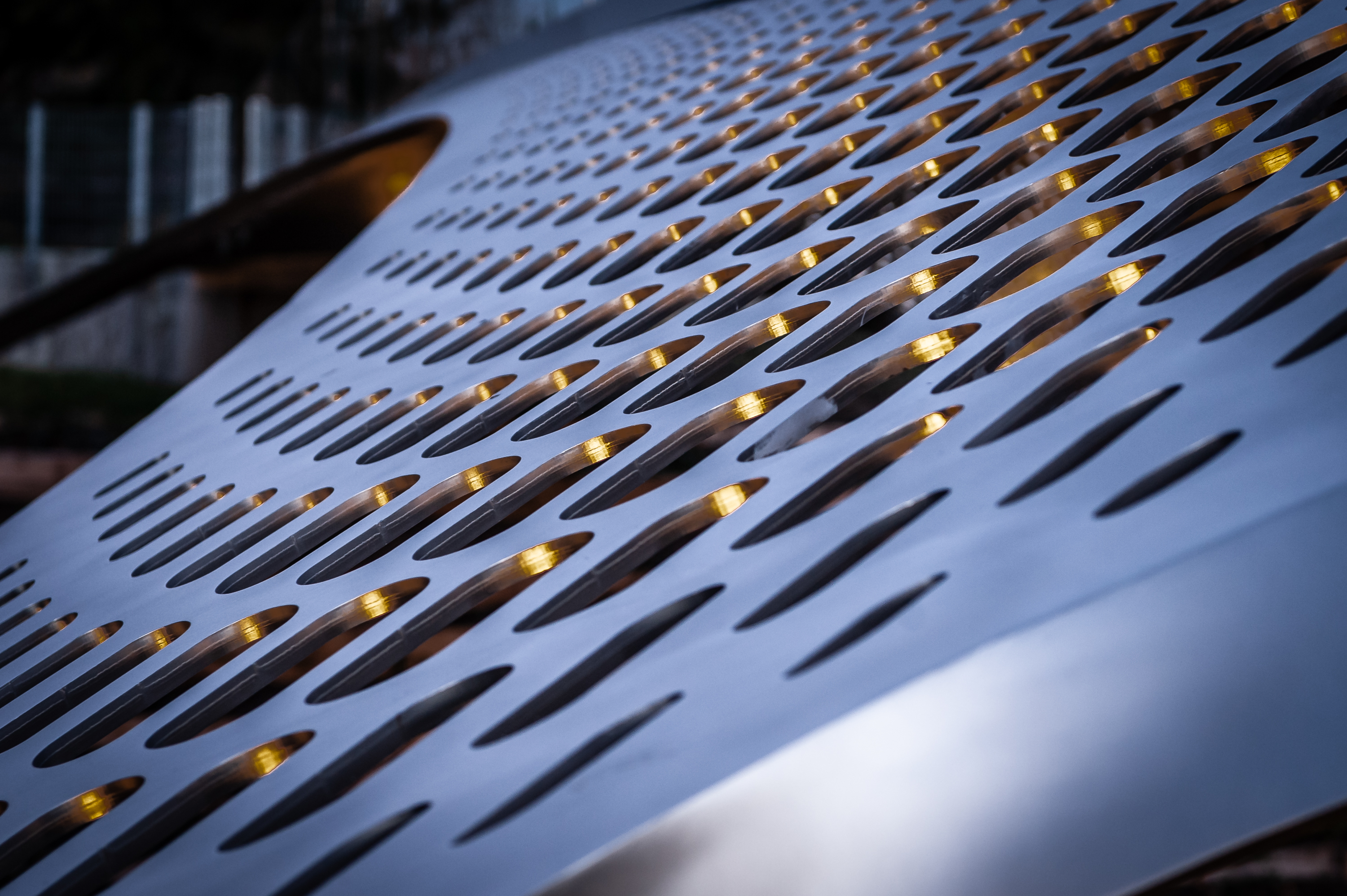
Detail der Struktur
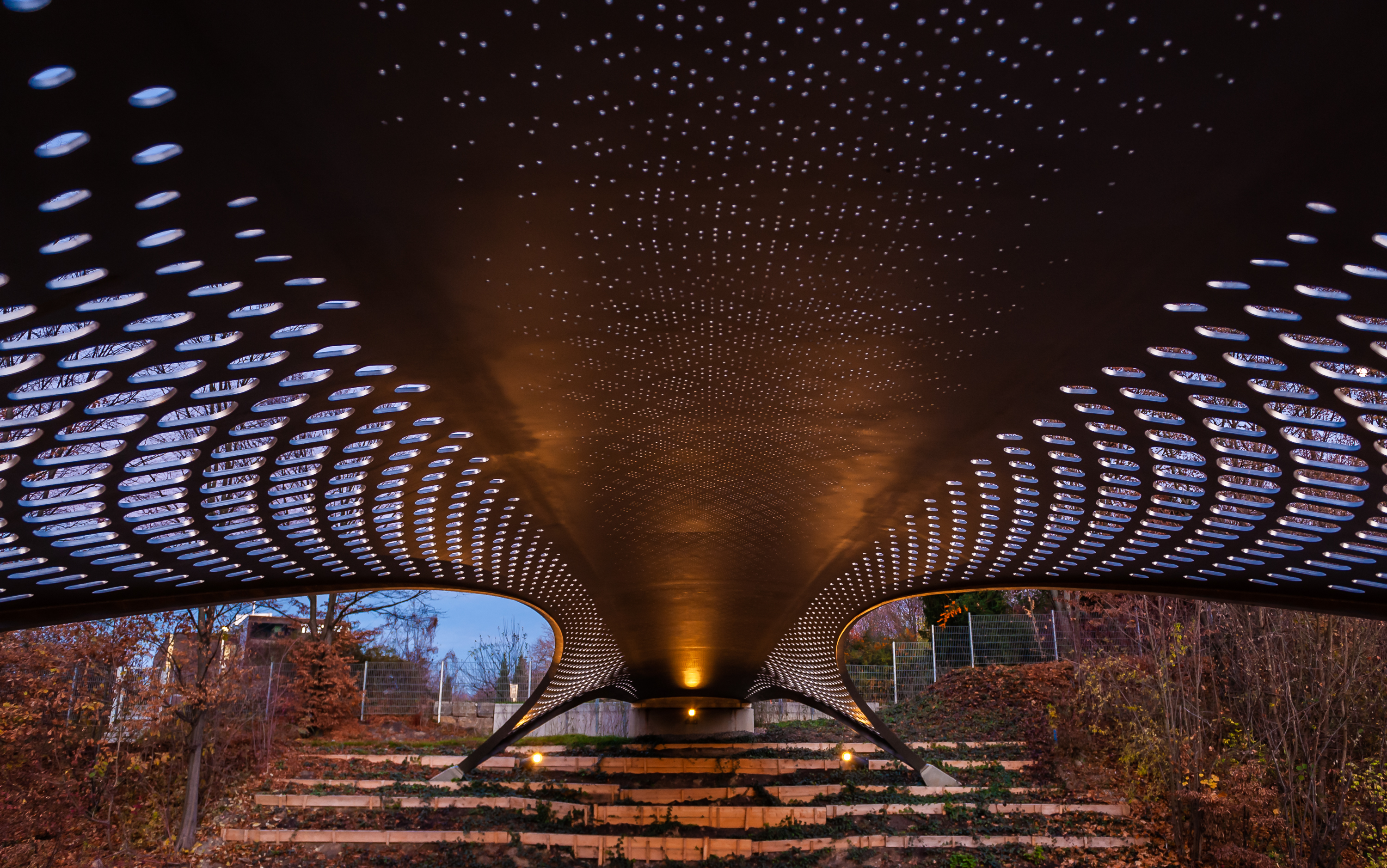
Untersicht

## Herstellung und Montage
Die Durchbrüche in den Blechen der Schale wurden auf Laserschneidanlagen ausgeführt, die vom Auftraggeber der Brücke hergestellt wurden. Die Umformung und Schweißmontage der Bleche zu Brücken-Vierteln wurde durch Ostseestaal in Stralsund ausgeführt. In Ditzingen wurden die mit Schwerlastern angelieferten Brücken-Viertel zusammen mit den Blechen des Laufbereichs zum vierbeinigen Tragwerk verschweißt und die Brückenschale am 26. Mai 2018 auf einer Montageunterkonstruktion per 700-t-Kran in ihre Position eingehoben.

## Auszeichnungen
- Deutscher Brückenbaupreis 2020 in der Kategorie Fuß- und Radwegbrücken
- Auszeichnung beim 16. Ulrich Finsterwalder Ingenieurbaupreis 2019[4]